# Aléxandros Zaímis
Aléxandros Zaímis, no alfabeto grego: Αλέξανδρος Ζαΐμης, (Atenas, 9 de novembro de 1855 —  Viena, 14 de setembro de 1936) foi um político da Grécia. Ocupou o cargo de primeiro-ministro da Grécia.

## Juventude e família
Ele nasceu em Atenas e era filho de Thrasyvoulos Zaimis, um ex-primeiro-ministro da Grécia, e de Eleni Mourouzi. Seu irmão era Asimakis Zaimis. Por parte de pai, ele era neto de Andreas Zaimis, outro ex-primeiro-ministro da Grécia, e aparentado com a grande família Kalavrytan, com notável participação na Guerra da Independência Grega de 1821. Por parte de mãe, ele era descendente de um importante Fanariote família do Mourozidon. Sua família morava em Kerpini, Kalavryta, na prefeitura da Acaia.
Ele estudou direito na Universidade de Atenas e na Universidade de Heidelberg. Ele também frequentou as universidades de Leipzig, Paris e Berlim.

## Carreira política
Alexandros envolveu-se na política após a morte de seu pai, eleito membro do parlamento por Kalavryta.
Ele se tornou um membro do Parlamento em 1885. Ele serviu como Ministro do Interior e Ministro da Justiça no governo de Theodoros Deligiannis (1890 a 1892) e Presidente do Parlamento Helênico (1895 a 1897). Ele se tornou primeiro-ministro pela primeira vez em 1897.

### Nomeação como Alto Comissário
Em 1906, ele foi nomeado alto comissário de Creta e presidiu um período crítico da história da ilha até a união de fato de Creta com a Grécia em 1908.

### Reeleito como primeiro-ministro
Alexandros Zaimis foi reeleito primeiro-ministro mais cinco vezes. Ele foi nomeado primeiro-ministro do rei Constantino I para suceder Venizelos em outubro de 1915, mas renunciou um mês depois, quando seu governo não obteve um voto de confiança. Em 1917, Zaimis serviu novamente como primeiro-ministro sob o rei Constantino I, enquanto Eleftherios Venizelos liderou um governo rival controlando o norte da Grécia. Sob pressão da Entente, renunciou a favor de Venizelos em junho do mesmo ano. Durante a Primeira Guerra Mundial, ele geralmente favorecia a neutralidade da Grécia, mas era pessoalmente a favor dos Aliados.
Conservador moderado, ele serviu novamente como primeiro-ministro na Segunda República Helênica, de 1926 a 1928, em um governo de coalizão de venizelistas e conservadores moderados.
Zaimis foi eleito o terceiro e último presidente da Segunda República Helênica em 1929. Foi reeleito em 1933. No entanto, apenas dois anos depois do segundo mandato, foi destituído por Georgios Kondylis, que aboliu a República e se autoproclamou regente enquanto se aguarda os resultados de um referendo sobre a restauração da monarquia. Este referendo resultou na reconvocação de George II ao trono por quase 98% dos votos, um total implausivelmente alto que só poderia ter sido obtido por meio de fraude.

## Morte e legado
Ele morreu em 15 de setembro de 1936 em Viena, Áustria, e foi sepultado no Primeiro Cemitério de Atenas. Ele era casado e não tinha filhos. O legado político de sua família foi continuado por seus irmãos e primos.